# Атанас Димитров (офицер)
Вижте пояснителната страница за други личности с името Атанас Димитров.
Атанас Асенов Димитров е български офицер – полковник, офицер.

## Биография
Роден е на 29 януари 1924 г. в Радомир. Той е от групата на първите осем бойни летци на военновъздушните сили на България, достигнали най-високата професионална квалификация и носители на висшето летателно звание „Военен пилот първи клас“. Във военната авиация служи 25 години и е летял на 25 типа самолети.

## Ордени и награди
- На 26 март 2014 г. е удостоен с орден „За военна заслуга“ втора степен.[2]